# Musotima
Musotima là một chi bướm đêm thuộc họ Crambidae.